# Schodnia (Rosja)
Schodnia (ros. Сходня) – dawne rosyjskie miasto w obwodzie moskiewskim. Miasto znajduje się nad rzeką Schodnia, około 30 km na północny zachód od Moskwy. 15 września 2004 Schodnia została włączona do miasta Chimki. 
Miasto zostało założone w 1874 roku i uzyskało status miasta w 1961 roku.